# Gaspar Pessoa Tavares de Amorim
Gaspar Pessoa Tavares de Amorim (Fundão (Castelo Branco), 20 de Janeiro de 1740 - ?), foi um comerciante português.

## Família
Filho de Gabriel Tavares Pessoa (Lisboa, Salvador, c. 1707, Crismado Fundão, Fundão, 21 de Setembro de 1714 - ?), grande negociante no Fundão, em Lisboa, etc, e de sua mulher (Penamacor, Santiago, 14 de Julho de 1734) Leonor Pereira da Silva (Penamacor - Lisboa, Conceição Nova, 2 de Setembro de 1802), ambos de ascendência Judaica e parentes de António Nunes Ribeiro Sanches.

## Biografia
Grande e opulento comerciante na praça de Lisboa, instituidor e 1.º Senhor do Morgado da Herdade da Vargem da Ordem, na Comarca de Alcácer do Sal, instituidor dum Vínculo de 60.000$000 contos de réis de capital (10 de Maio de 1791), Escrivão do Cível da Cidade de Lisboa, Apontador da Ribeira das Naus, Comendador da Ordem de Cristo, Senhor da Herdade dos Apóstolos, em Portalegre, etc, Fidalgo Cavaleiro da Casa Real (Alvará de D. Maria I de Portugal de 5 de Junho de 1794), Fidalgo de Cota de Armas (Carta de D. Maria I de Portugal de 26 de Junho de 1795), escudo partido de Pessoa e de Amorim, com o timbre dos Pessoa, 1.º Alcaide-Mor e Senhor Donatário do Lugar de Tolões, na Comarca de Castelo Branco (24 de Julho de 1804), Conselheiro de Sua Majestade Fidelíssima D. Maria I de Portugal sob D. João, Príncipe Regente (7 de Janeiro de 1806).

## Casamento e descendência
Casou em Lisboa, São Julião, a 23 de Janeiro de 1788 com Ana Joaquina da Guerra e Sousa (Lisboa, São Julião), filha de Simplício da Guerra e Sousa e de sua mulher Maria Joaquina Teles, da qual teve vários filhos e filhas, sendo o segundo, mas que veio a ser sucessor, Gaspar Pessoa Tavares de Amorim da Vargem.